# Młodzieżowe Indywidualne Mistrzostwa Polski na Żużlu 1998
Młodzieżowe Indywidualne Mistrzostwa Polski na Żużlu 1998 – zawody żużlowe, mające na celu wyłonienie medalistów młodzieżowych indywidualnych mistrzostw Polski w sezonie 1998. Rozegrano dwa turnieje półfinałowe oraz finał, w którym zwyciężył Robert Dados.

## Finał
- Grudziądz, 21 sierpnia 1998
- Sędzia: Wojciech Grodzki

| Msc. | Zawodnik              | Klub         | Pkt   |             |  |
| ---- | --------------------- | ------------ | ----- | ----------- |  |
| 1    | Robert Dados          | Grudziądz    | 13    | (3,3,2,3,2) |  |
| 2    | Krzysztof Pecyna      | Piła         | 12    | (3,0,3,3,3) |  |
| 3    | Tomasz Cieślewicz     | Gdańsk       | 11 +3 | (2,2,2,2,3) |  |
| 4    | Artur Pietrzyk        | Częstochowa  | 11 +2 | (2,2,1,3,3) |  |
| 5    | Damian Baliński       | Leszno       | 10    | (1,2,2,3,2) |  |
| 6    | Krzysztof Jabłoński   | Gniezno      | 9     | (1,3,3,2,0) |  |
| 7    | Robert Kościecha      | Toruń        | 9     | (0,2,3,1,3) |  |
| 8    | Tomasz Chrzanowski    | Toruń        | 9     | (3,1,2,2,1) |  |
| 9    | Krzysztof Cegielski   | Gorzów Wlkp. | 9     | (2,3,1,1,2) |  |
| 10   | Wiesław Ośkiewicz     | Grudziądz    | 6     | (2,1,3,d,d) |  |
| 11   | Mariusz Franków       | Piła         | 5     | (3,1,0,u,1) |  |
| 12   | Bartłomiej Bardecki   | Łódź         | 4     | (0,3,1,0,d) |  |
| 13   | Grzegorz Kłopot       | Zielona Góra | 4     | (1,0,d,2,1) |  |
| 14   | Mariusz Lisiak        | Gniezno      | 4     | (1,0,d,1,2) |  |
| 15   | Paweł Nizioł          | Gorzów Wlkp. | 2     | (0,0,1,0,1) |  |
| 16   | Paweł Duszyński       | Gniezno      | 2     | (u,1,0,1,0) |  |
|      | rez. Michał Robacki   | Bydgoszcz    | ns    |             |  |
|      | rez. Sebastian Smoter | Zielona Góra | ns    |             |  |